# Alina Meier
Alina Meier (* 19. Februar 1996 in Davos) ist eine Schweizer Skilangläuferin.

## Werdegang
Meier nahm von 2012 bis 2016 an U18- und U20-Rennen im Alpencup teil und belegte dabei in der Saison 2015/16 den fünften Platz in der U20-Gesamtwertung. Bei den Junioren-Skiweltmeisterschaften 2014 im Val di Fiemme lief sie auf den 29. Platz im Sprint, auf den 27. Rang über 5 km klassisch und auf den fünften Platz mit der Staffel. Im folgenden Jahr kam sie bei den Junioren-Skiweltmeisterschaften 2015 in Almaty auf den 34. Platz über 5 km Freistil, auf den 22. Rang im Skiathlon und auf den sechsten Platz mit der Staffel. Ihre besten Platzierungen bei den Junioren-Skiweltmeisterschaften 2016 in Râșnov waren der sechste Platz im Sprint und der fünfte Rang mit der Staffel. Im Dezember 2016 absolvierte sie in Goms ihre ersten Rennen im Alpencup und belegte dabei den 22. Platz im 10-km-Massenstartrennen und den 20. Rang im Sprint. Bei den U23-Weltmeisterschaften 2017 in Soldier Hollow kam sie auf den 29. Platz über 10 km Freistil, auf den 26. Rang im Sprint und auf den 15. Platz im Skiathlon. Ihr Debüt im Weltcup hatte sie im März 2017 in Drammen, welches sie auf dem 55. Platz im Sprint beendete. Bei den U23-Weltmeisterschaften 2018 in Goms errang sie jeweils den 24. Platz über 10 km klassisch und im Skiathlon und den neunten Platz im Sprint. In der Saison 2018/19 erreichte sie mit vier Top-Zehn-Platzierungen den 15. Platz in der Gesamtwertung des Alpencups. Bei den U23-Weltmeisterschaften 2019 in Lahti belegte sie den 41. Platz im 15-km-Massenstartrennen und den 14. Rang im Sprint. Im Dezember 2019 holte sie in Planica mit dem 24. Platz im Sprint ihre ersten Weltcuppunkte. Bei den nordischen Skiweltmeisterschaften 2021 in Oberstdorf errang sie den 45. Platz im Sprint und den siebten Platz mit der Staffel. Im folgenden Jahr holte sie im Sprint in St. Ulrich am Pillersee ihren ersten Sieg im Alpencup und belegte bei den Olympischen Winterspielen in Peking den 13. Platz im Sprint und zusammen mit Laurien van der Graaff, Nadine Fähndrich und Nadja Kälin den siebten Rang in der Staffel.
Bei Schweizer Meisterschaften siegte sie 2016 in Sparenmoos mit der Staffel aus Davos, 2018 in Steg über 5 km klassisch und 2021 in Sedrun über 5 km Freistil und in der Verfolgung.

## Siege bei Continental-Cup-Rennen
| Nr. | Datum             | Ort                     | Disziplin       | Serie    |
| --- | ----------------- | ----------------------- | --------------- | -------- |
| 1.  | 8. Januar 2022    | St. Ulrich am Pillersee | Sprint Freistil | Alpencup |
| 2.  | 21. Dezember 2023 | St. Ulrich am Pillersee | Sprint Freistil | Alpencup |

## Teilnahmen an Weltmeisterschaften und Olympischen Winterspielen

### Olympische Spiele
- 2022 Peking: 7. Platz Staffel, 13. Platz Sprint Freistil

### Nordische Skiweltmeisterschaften
- 2021 Oberstdorf: 7. Platz Staffel, 45. Platz Sprint klassisch
- 2023 Planica: 10. Platz Staffel, 20. Platz Sprint klassisch
- 2025 Trondheim: 33. Platz Sprint Freistil